# Мике, Роберт
Ро́берт Ми́ке (венг. Róbert Mike; 8 мая 1984, Тимишоара) — венгерский гребец-каноист, выступает за сборную Венгрии с 2006 года. Чемпион мира, двукратный чемпион Европы, победитель многих регат национального и международного значения.

## Биография
Роберт Мике родился 8 мая 1984 года в городе Тимишоара, Румыния. Активно заниматься греблей начал с раннего детства, проходил подготовку под руководством тренера Олаха Тамаша.
Первого серьёзного успеха на взрослом международном уровне добился в 2006 году, когда попал в основной состав венгерской национальной сборной и побывал на европейском первенстве в чешском Рачице, откуда привёз награду бронзового достоинства, выигранную в зачёте четырёхместных каноэ на дистанции 1000 метров. Год спустя на аналогичных соревнованиях в испанской Понтеведре получил в той же дисциплине серебряную медаль, тогда как на чемпионате мира в немецком Дуйсбурге вынужден был довольствоваться бронзой.
В 2009 году Мике добавил в послужной список серебряную награду, выигранную в четвёрках на тысяче метрах на чемпионате Европы в Бранденбурге. В следующем сезоне защищал честь страны на мировом первенстве в польской Познани, где в итоге стал бронзовым призёром среди двухместных экипажей на километровой дистанции. На европейском первенстве 2011 года в Белграде одержал победу в четвёрках на километре, ещё через год на первенстве континента в Загребе пытался защитить чемпионское звание, но не смог этого сделать, финишировал в решающем заезде только третьим.
На чемпионате мира 2013 года в Дуйсбурге Роберт Мике попал в число призёров сразу в двух дисциплинах: стал серебряным призёром в С-2 500 м и чемпионом в С-2 1000 м. При этом на чемпионате Европы в португальском городе Монтемор-у-Велью он получил серебро в километровой программе двоек. Сезон 2014 года провёл не менее успешно, в двойках на дистанции 1000 метров обогнал всех соперников на европейском первенстве в Бранденбурге, в то время как на мировом первенстве в Москве удостоился серебряной награды. В 2015 году завоевал серебряную медаль на чемпионате мира в Милане, заняв второе место в зачёте двухместных каноэ на дистанции 1000 метров.